# Felip Teixidor i Latorre
Josep Felip Teixidor i Latorre (Vic, segle xviii – Albarrasí, 24 de març del 1836) va ser un prolífic compositor i mestre de capella de la catedral d'Albarrasí.

## Biografia
Cantà com a nen de cor en la catedral de Vic i hi aprengué música, possiblement amb el mestre de capella de la catedral, Antoni Jordi. L'any 1798 substituí Vicente Palacios en la capella de la seu d'Albarrasí, i romangué en el càrrec fins a la mort (com era habitual).
Compositor molt prolífic, a l'arxiu catedralici es conserven 270 obres seves, que comprenen villancets de Nadal (82!) i Corpus, 6 responsoris a quatre i cinc veus, una dotzena de misses, "lamentacioness" a tres veus, salms, Magnificats, llibretes de composició, quartets..., amb obres amb acompanyament de violins i d'altres instruments. Hom l'ha considerat un dels compositors més notables del darrer Barroc. A banda de les obres pròpies, Teixidor també copià obres anteriors en risc de perdre's (com Francisco Ximeno i Clemente Barrachina) o de compositors més contemporanis, que ajudà a preservar (com els mestres de capella de la catedral de Lleida Domingo Teixidor, Antoni Sala, Joan Prenafeta i Anton Sambola). També conservà quaderns de composició dels escolans de Vic i una col·lecció de villancets nadalencs procedents de Lleida.

## Gravacions
- Antologia de la Música Catalana 7, CD que -entre altres obres- conté Invitatorio de Navidad (Barcelona: Gran Enciclopèdia Catalana, 2005)